# Ángeles de Puebla (baloncesto)
Los Ángeles de Puebla fue un equipo de la Liga Nacional de Baloncesto Profesional con sede en Puebla, Puebla, México.

## Historia
Los Ángeles de Puebla debutaron en la LNBP en temporada 2007-2008 y estuvieron en el máximo circuito por cuatro temporadas, teniendo su mejor participación en la temporada 2010-2011, donde alcanzaron los cuartos de final.
Los Ángeles regresaron al circuito para la temporada 2018-2019, sin embargo su aventura únicamente duró dos temporadas, ya que el equipo no tuvo los resultados esperados y tuvieron problemas económicos.

## Gimnasio
Los Ángeles de Puebla jugaban en el Gimnasio "Miguel Hidalgo" con una capacidad para 4,000 aficionados.